# Daniel Rosemann
Daniel Rosemann (* 16. April 1980 in Münster) ist ein deutscher Medienmanager. Rosemann war Senderchef der Fernsehsender ProSieben und Sat.1. Seit Januar 2024 ist er Geschäftsführer der mit Stefan Raab gegründeten Raab Entertainment GmbH.

## Werdegang
Rosemann absolvierte 1999 ein redaktionelles Praktikum beim deutschen Fernsehsender RTL und 2000 ein Volontariat als Redakteur/Reporter beim Videoproduktionsdienstleister frame By frame Cologne. Bis 2001 war er als Jungredakteur und Reporter bei RTL tätig. Anschließend wirkte Rosemann als Realisator für die Produktionsfirma Couch Potatos, unter anderem bei der ProSieben-Daily-Talkshow Absolut Schlegl von Tobias Schlegl, mit. 2003 wechselte Rosemann zur deutschen Fernsehproduktionsfirma Tresor TV. Dort war er als Realisator und Redaktionsleiter unter anderem für die ProSieben-Doku-Soaps Do It Yourself – S.O.S. und Besser Essen sowie für den VIVA Comet 2008 verantwortlich.
Ab November 2008 stand Rosemann bei der ProSiebenSat.1 Media unter Vertrag. Bis August 2012 war er als Leitender Redakteur Show & Unterhaltung und Programm-Manager beim Fernsehsender ProSieben tätig. Von September 2012 bis Februar 2016 zeichnete er als Vice President Show & Event für alle Unterhaltungsshows der ProSiebenSat.1 TV Deutschland verantwortlich.
Zum 1. März 2016 übernahm Rosemann die Geschäftsführung des Fernsehsenders ProSieben von seinem Vorgänger Wolfgang Link. Link ist seit Oktober 2013 Vorsitzender der Geschäftsführung der ProSiebenSat.1 TV Deutschland und war bislang parallel dazu seit Oktober 2012 Senderchef von ProSieben. Infolge der Umstrukturierung bei der Geschäftsführung aller ProSiebenSat.1-Fernsehsender leitet Rosemann seit dem 1. Mai 2017 zusätzlich den ProSieben-Ablegersender ProSieben Maxx. Mit sofortiger Wirkung übernahm Rosemann Mitte Mai 2021 ebenfalls die Leitung der Fernsehsender Sat.1 und Sat.1 Gold. Das Vorstandsmitglied der ProSiebenSat.1 Media SE und CEO der Seven.One Entertainment Group Wolfgang Link begründete das Vorgehen damit, dass Rosemann in den letzten Jahren mit seinem Team die Wahrnehmung der Marke ProSieben ausgebaut und strategisch sehr gut positioniert habe. Deswegen sei er der Richtige, um Sat.1 die notwendigen Impulse für einen Neuanfang zu geben.
Am 19. Oktober 2023 kündigte Rosemann seinen Rücktritt als Senderchef von ProSieben und Sat.1 zum Jahresende an. Seine Nachfolger sind Hannes Hiller bei ProSieben und Marc Rasmus bei Sat.1.
Anfang 2024 wurde öffentlich, dass Rosemann und Stefan Raab zusammen die Raab Entertainment GmbH gegründet haben, in der er auch Geschäftsführer ist.

## Auszeichnung
Ende Juni 2021 wurde Rosemann zusammen mit Joko & Klaas als „Media-Persönlichkeit des Jahres“ mit dem Deutschen Mediapreis gekürt.